# Bouchon de curiosité
 (juillet 2008).
Si vous disposez d'ouvrages ou d'articles de référence ou si vous connaissez des sites web de qualité traitant du thème abordé ici, merci de compléter l'article en donnant les références utiles à sa vérifiabilité et en les liant à la section « Notes et références ».
Un bouchon de curiosité est, en gestion de trafic routier, un type d'embouteillage qui se produit lorsqu'un incident survient et que les automobilistes arrivant en sens inverse, curieux, tournent leur attention sur cet incident ou les opérations de secours plutôt que sur leur conduite, ce qui se traduit par un ralentissement au niveau de l'incident et, partant, par la formation d'une retenue en amont, alors même que la voie de circulation en question n'est pas directement affectée par les éventuelles restrictions de circulation mises en place à la suite de l'incident.
Il est impossible de lutter contre eux autrement que par la prévention par l'éducation : les secours n'ont pas de temps à consacrer à placer un écran entre les 2 sens de circulation, pour masquer l'accident aux automobilistes non concernés.